# Piotr Johansson
Damian Piotr Johansson (Gorlice, Polonia, 28 de febrero de 1995) es un futbolista sueco que juega en la posición de defensa para el Djurgårdens IF.

## Selección nacional
Fue internacional en 17 ocasiones con la selección sub-17 de Suecia.

## Clubes
| Club                   | País   | Año       |
| ---------------------- | ------ | --------- |
| Malmö FF               | Suecia | 2014-2016 |
| Ängelholms FF (cedido) | Suecia | 2015      |
| Östersunds FK (cedido) | Suecia | 2016      |
| Gefle IF               | Suecia | 2017-2018 |
| Kalmar FF              | Suecia | 2019-2021 |
| Djurgårdens IF         | Suecia | 2022-     |